# Ronan O'Casey
Ronan O'Casey (18 de agosto de 1922-12 de abril de 2012) fue un actor y productor canadiense.

## Biografía
Nacido en Montreal, Canadá, su padre era el poeta Michael Casey, y su madre la actriz Margaret Sheehy, una dublinesa que había actuado en el teatro junto a James Joyce. A los ocho años de edad Ronan O'Casey empezó a actuar en Montreal en la compañía teatral de su madre y, tras diversas giras, se mudó a Dublín y más adelante a Londres.
O'Casey encontró un temprano éxito gracias a producciones cinematográficas de posguerra como The Mudlark (1950), Talk of a Million (1951) y Trouble in Store (1953, con Norman Wisdom). Más adelante destacaron sus actuaciones en 1984 (1956) y Amarga victoria (1957, de Nicholas Ray). En 1966 fue escogido para actuar junto a Vanessa Redgrave en la película de Michelangelo Antonioni Deseo de una mañana de verano (1966).
El talento cómico de O'Casey le proporcionó su papel más conocido, el de Jeff Rogers, en la sitcom televisiva The Larkins (1958–1964), en la que actuaba junto a Peggy Mount. También fue presentador del concurso de televisión Don't Say a Word (1963), donde trabajaba con Libby Morris y Kenneth Connor, y copresentador del show en redifusión Sing A Song of Sixpence. En su faceta televisiva, fue conocido su papel en el serial infantil The New Forest Rustlers (1966), en el cual demostraba sus antiguas habilidades como jugador de hockey sobre hielo.
Como actor teatral, O'Casey participó en obras como Forever April (en el Nottingham Playhouse), en la cual actuó con Kenneth Connor en 1966, y Deseo bajo los olmos, de Eugene O'Neill, representada en el Embassy Theatre de Londres en 1955. Actuando en el circuito teatral del West End con la obra Detective Story, conoció a la actriz y cantante Louie Ramsay, con la cual se casó en 1956.
Fue director literario de la compañía productora Commonwealth United Entertainment, y para dicha empresa trabajó en la producción de la película escrita por Terry Southern The Magic Christian (1969), con Ringo Starr y Peter Sellers y banda sonora de Badfinger.
O'Casey se divorció de Louie Ramsay en 1979, y, tras ir a vivir a los Estados Unidos en 1980, se casó con la escritora Carol Tavris. En ese país actuó en muchos shows televisivos, entre ellos L. A. Law, Easy Street, Falcon Crest, Dallas y Santa Barbara. 
En sus últimos años escribió y representó una pieza teatral para un único actor en Los Ángeles basada en textos de William Butler Yeats. Ronan O'Casey falleció en Los Ángeles, California, en 2012.

## Teatro
- 1950 : Detective Story, Prince's Theatre[10]
- 1950 : Louise, Teatro The Q[11]
- 1951 : Kiss Me Kate, New Theatre de Oxford y London Coliseum[12][13]
- 1953 : The Shrike, Theatre Royal de Brighton[14]
- 1954 : Queen of Hearts, Bournemouth Ice Rink[15]
- 1955 : Deseo bajo los olmos, Embassy Theatre
- 1957 : The Kidders, Arts Theatre[16][17]
- 1964 : The First Fish, Savoy[18][19]
- 1965 : Harvey, Palace Theatre (Southend)[20]
- 1965 : The Rivals, Theatre Royal (Windsor)[21]
- 1970 : They Shoot Actors, Don't They?, Roundhouse (Londres)[22]

## Filmografía (selección)
- 1947 : The Man Who Came To Dinner (telefilm)
- 1947 : Rotten Row (telefilm)
- 1947 : The Soul of Anthony Nero (telefilm)
- 1948 : Death at Newtonstewart (telefilm)
- 1948 : The Monkey's Paw (telefilm)
- 1948 : The Front Page (telefilm)
- 1949 : Give Us This Day
- 1950 : The Mudlark
- 1951 : Talk of a Million
- 1953 : Three Steps to the Gallows
- 1953 : Top of the Form
- 1953 : Trouble in Store
- 1953 : Escape by Night
- 1954 : Double Exposure
- 1954 : Happy Ever After
- 1954 : Tiger by the Tail
- 1954 : Willie the Squouse (telefilm)
- 1954-1956 : The Vise (serie TV), 4 episodios
- 1955 : BBC Sunday Night Theatre (serie TV), episodio "The Voices"
- 1955 : The Gilded Cage
- 1955 : Barbados Quest
- 1956 : 1984
- 1956 : Reach For the Sky
- 1956 : Satellite in the Sky
- 1956 : The Big Money
- 1956-1957 : The Trollenberg Terror (serie TV), 6 episodios
- 1956-1958 : ITV Play of the Week (serie TV), 4 episodios
- 1957 : The Buccaneers (serie TV), episodio "Indian Fighters"
- 1957 : Amarga victoria
- 1958 : Blind Spot
- 1958-1959 : Armchair Theatre (serie TV), 3 episodios
- 1958-1963 : The Larkins (serie TV), 27 episodios
- 1959-1960 : The Four Just Men (serie TV), 2 episodios
- 1960 : Inn For Trouble
- 1966 : Deseo de una mañana de verano
- 1966 : The New Forest Rustlers (serie TV), 6 episodios
- 1976 : Feelings
- 1976 : The Double Exposure of Holly
- 1980-1981 : Ryan's Hope (serie TV), 2 episodios
- 1985 : El protector
- 1986 : The A-Team (serie TV), episodio "The Spy Who Mugged Me"
- 1986 : L. A. Law (serie TV), episodio "Sidney, the Dead-Nosed Reindeer"
- 1986-1989 : Santa Barbara (serie TV), 10 episodios
- 1987 : Shell Game (serie TV), episodio "Norman's Parking Ticket"
- 1987 : Easy Street (serie TV), episodio "The Country Club"
- 1987 : Sledge Hammer! (serie TV), episodio "Sledge in Toyland"
- 1987-1989 : Falcon Crest (serie TV), 2 episodios
- 1993 : The Beverly Hillbillies